# Molophilus walpole
Molophilus walpole är en tvåvingeart som beskrevs av Günther Theischinger 1988. Molophilus walpole ingår i släktet Molophilus och familjen småharkrankar. Inga underarter finns listade i Catalogue of Life.